# 茨城県道315号下宿常陸鴻ノ巣停車場線

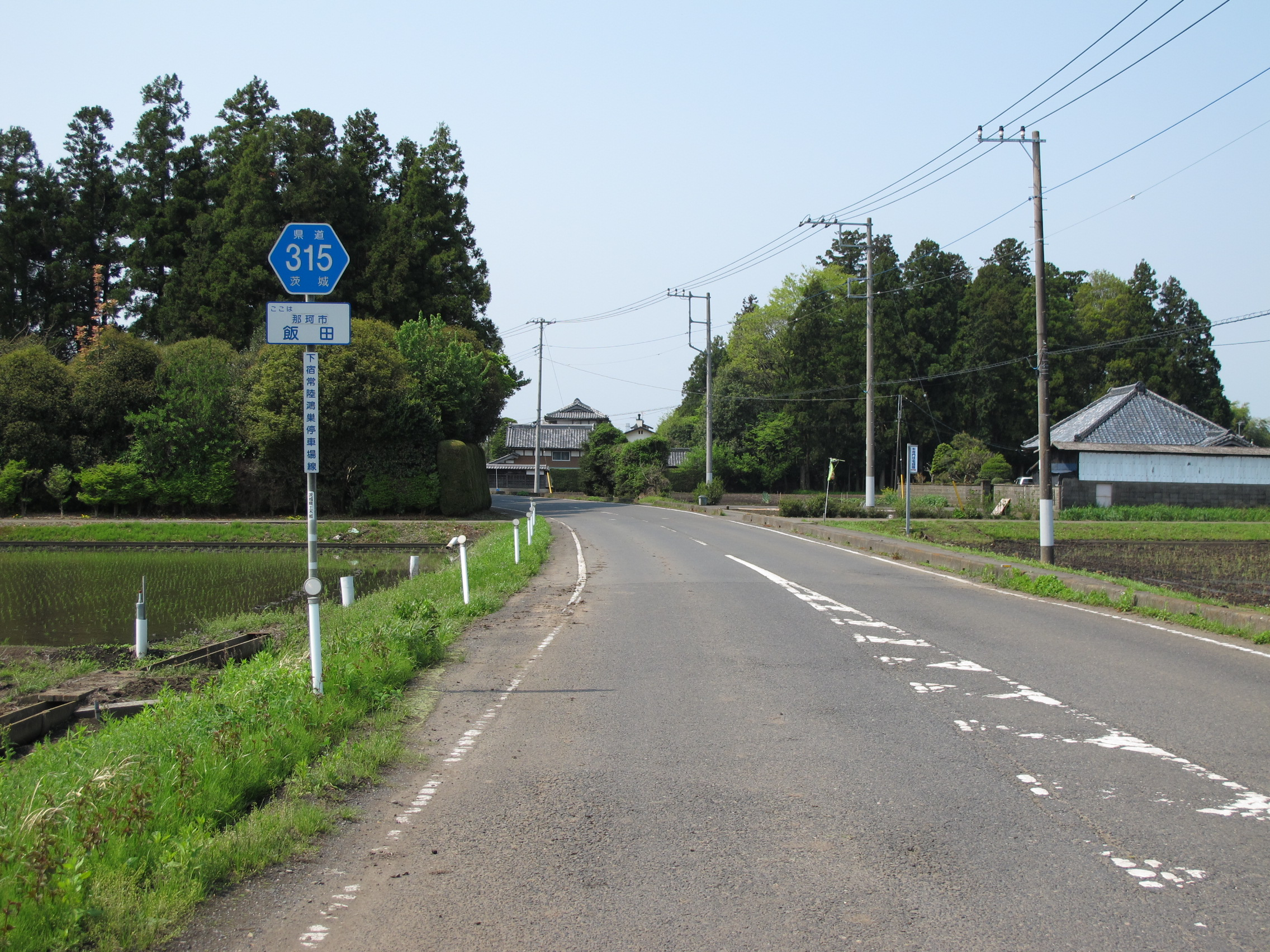
茨城県道315号下宿常陸鴻巣停車場線
那珂市飯田（2012年5月）

茨城県道315号下宿常陸鴻ノ巣停車場線（いばらきけんどう315ごう しもじゅくひたちこうのすていしゃじょうせん）は、茨城県那珂市内を通る県道で、JR水郡線常陸鴻巣駅と接続するための道路である。路線名は、下宿常陸鴻巣停車場線とも表記される。

## 概要
那珂市戸の茨城県道102号長沢水戸線交点を起点に東方向へ向かい、JR常陸鴻巣駅へ接続する一般県道で、途中、那珂市飯田地内で国道118号と交差重複する。路線名で起点場所を示す下宿とは、路線認定当時の起点における字名であるが、起点位置が大字戸字上宿へ変更になった現在も、路線名称がそのまま踏襲されている。
なお、路線名称の表記については路線認定当時より「下宿常陸鴻ノ巣停車場線」とされるが、現地の案内道路標識に記銘されている路線名称は「下宿常陸鴻巣停車場線」となっている他、1977年（昭和52年）以後の茨城県告示においても「下宿常陸鴻巣停車場線」の記載がみられる。

### 路線データ
- 起点：那珂市戸2587番1地先（茨城県道102号長沢水戸線交点）[1]
- 終点：那珂市鴻巣（常陸鴻巣駅）
- 総延長：6.303 km[7]
- 重用延長：1.081 km[7]
- 未供用延長：なし[7]
- 実延長：5.222 km[7]
- 自動車交通不能区間延長[注釈 1]：なし[7]

## 歴史
1959年（昭和34年）10月14日、新たな県道として那珂郡那珂町大字戸字下宿を起点とし、那珂郡那珂町大字鴻ノ巣の常陸鴻ノ巣停車場を終点とする区間を本路線とする県道下宿常陸鴻ノ巣停車場線として茨城県が県道路線認定した。
1995年（平成7年）の茨城県道再編に伴い、整理番号315となり現在に至る。

### 年表
- 1918年（大正7年）6月12日：常陸鴻巣駅が開業する。
- 1935年（昭和10年）11月29日：現在の路線の前身である常陸鴻ノ巣停車場戸田線が路線認定される[9]。
- 1959年（昭和34年）10月14日
  - 現在の路線が路線認定される（図面対照番号164）[2]。
  - 道路の区域は、那珂郡那珂町大字戸字下宿の県道長沢水戸線分岐から那珂郡那珂町大字鴻ノ巣の常陸鴻ノ巣停車場までと決定される[10]。
- 1971年（昭和46年）5月6日：那珂郡瓜連町大字飯田字西新田 - 同字上新田西地内の隘路を改良供用開始[11]。
- 1976年（昭和51年）4月30日：那珂インターチェンジのアクセス道路（現・県道那珂インター線）建設のため、那珂郡那珂町大字飯田（中新田交差点） - 同町大字鴻巣の迂回路（5.135 km）を道路区域に指定[12]。
- 1984年（昭和59年）3月26日
  - 那珂郡那珂町大字飯田（国道118号交点） - 同町大字鴻巣の迂回路（現・県道那珂インター線を含む5.044 km）を道路区域に再指定[13]。
  - 那珂郡那珂町大字飯田（下新田交差点） - 同町大字鴻巣（県道瓜連馬渡線交点）の新道（現・県道那珂インター線）が開通[3]。
- 1994年（平成6年）1月10日：那珂郡那珂町大字戸地内（起点付近）の狭隘道路を迂回するバイパス道路を新設する道路区域（535 m）が決定する[4]。
- 1995年（平成7年）3月30日：整理番号221から現在の番号（整理番号315）に変更される[8]。
- 1998年（平成10年）11月16日：那珂郡那珂町大字戸の旧起点付近の旧道（620 m）が土地区画整理により県道指定を除外される[1]。
- 2000年（平成12年）4月1日：那珂町大字戸 - 那珂町大字飯田の区間が、通行する車両の最大重量限度25トンの道路に指定される[5]。

## 路線状況
那珂市内の迂回路として、主要地方道那珂インター線の全線も県道下宿常陸鴻巣線に含まれ、この前後の国道118号、主要地方道瓜連馬渡線も含め重用区間となっている。

### 重複区間
- 国道118号（那珂市飯田、上新田交差点 - 中新田交差点 - 下新田交差点）
- 茨城県道65号那珂インター線（那珂市飯田・下新田交差点 - 同市鴻巣）
- 茨城県道31号瓜連馬渡線（那珂市鴻巣）

## 地理

### 通過する自治体
- 茨城県那珂市

### 交差する道路
- 茨城県道102号長沢水戸線（那珂市戸）
- 茨城県道356号城里那珂線（那珂市戸）
- 国道118号（那珂市飯田：上新田交差点・中新田交差点）
- 都市計画道路菅谷飯田線〈バードライン〉（那珂市飯田：沖田交差点）
- 茨城県道31号瓜連馬渡線（那珂市鴻巣）

### 沿線
- 那珂西部工業団地（那珂市戸）
- JR水郡線 常陸鴻巣駅